# Romànovski Kliutx
Romànovski Kliutx (en rus: Романовский Ключ) és un poble (un possiólok) del krai de Primórie, a l'Extrem Orient de Rússia, que el 2018 tenia 54 habitants. Pertany al districte rural de Partizanski.